# Hazel Brooks
Hazel Brooks (Ciudad del Cabo, 8 de septiembre de 1924-Los Ángeles, 18 de septiembre de 2002) fue una actriz y modelo estadounidense.

## Biografía
Nacida en Sudáfrica, creció en los Estados Unidos. En 1943, a los 18 años, firmó con la productora cinematográfica MGM, para la que realizó una serie de películas en la década de 1940. Alcanzó el punto más alto de su carrera protagonizando junto a John Garfield la película Cuerpo y alma.
Su matrimonio con el escenógrafo Cedric Gibbons en 1944 fue desigual. Ella tenía 19 años y el marido, 51 años. El matrimonio duró hasta 1960, cuando murió el escenógrafo. Hazel Brooks se casó más tarde con Rex Ross, cirujano y fundador de una clínica vascular en Hollywood, quien murió en 1999.
Hazel Brooks murió en Bel Air en 2002, a los 78 años de edad.

## Filmografía
- La Dubarry era una dama ( Du Barry Was a Lady ), dirigida por Roy Del Ruth (1943)
- Girl Crazy, dirigida por Norman Taurog y Busby Berkeley (1943)
- Rationing, dirigida por Willis Goldbeck (1944)
- Patrolling the Ether, dirigida por Paul Burnford (cortometraje, 1944)
- Meet the People, dirigida por Charles Reisner (1944)
- Marriage Is a Private Affair, dirigida por Robert Z. Leonard (1944)
- Thirty Seconds Over Tokyo, dirigida por Mervyn LeRoy (1944)
- Without Love ( Sin amor ), dirigida por Harold S. Bucquet (1945)
- Ziegfeld Follies (1945)
- The Harvey Girls (Las chicas de Harvey), dirigida por George Sidney (1946)
- Cuerpo y alma, dirigida por Robert Rossen (1947)
- Arch of Triumph, dirigida por Lewis Milestone (1948)
- Sleep, My Love (Pacto tenebroso), dirigida por Douglas Sirk (1948)
- The Basketball Fix, dirigida por Felix E. Feist (1951)
- The I Don't Care Girl (La chica que no me importa), dirigida por Lloyd Bacon (1953)